# Setomedea janae
Setomedea janae är en snäckart som beskrevs av Stanisic 1990. Setomedea janae ingår i släktet Setomedea och familjen Charopidae. Inga underarter finns listade i Catalogue of Life.